# Hornell
Hornell – miasto w Stanach Zjednoczonych, w stanie Nowy Jork, w hrabstwie Steuben. W 2010 roku liczyło 8563 mieszkańców.